# Фонтиналис
Фонтиналис или Ручьевой мох (лат. Fontinalis) — род водных мхов семейства Фонтиналовые (Fontinalaceae).

## Описание
Высота растения до 25 см Стебли сильно ветвящиеся, покрыты листьями длиной до 1 см, шириной до 0,6 см, тёмно-, оливково- или чёрно-зелёного цвета. Прикрепляется к твёрдым предметам ризоидами (развивающимися на нижнем конце стебля тонкими многоклеточными нитями, выполняющими функцию корней).
Один из видов, Fontinalis antipyretica, используется как холодноводное аквариумное растение. В искусственных условиях растения размножают делением куста.

## Виды
По информации базы данных The Plant List (на июль 2016) род включает 47 видов:
- Fontinalis allenii Cardot
- Fontinalis amblyphylla Cardot
- Fontinalis antipyretica Hedw.
- Fontinalis baltica (Limpr.) H. Klinggr.
- Fontinalis berneti Cardot & G. Roth
- Fontinalis bogotensis Hampe
- Fontinalis bovei Cardot
- Fontinalis bryhnii Limpr.
- Fontinalis capillacea With.
- Fontinalis chrysophylla Cardot
- Fontinalis dalecarlica Bruch & Schimp.
- Fontinalis duriaei Schimp.
- Fontinalis erecta Vill.
- Fontinalis fasciculata Lindb.
- Fontinalis filiformis Sull. & Lesq.
- Fontinalis fiorii Tongiorgi
- Fontinalis flaccida Renauld & Cardot
- Fontinalis gigantea Sull.
- Fontinalis gymnostoma Schimp.
- Fontinalis heldreichii (R. Ruthe) Müll. Hal. ex Kindb.
- Fontinalis heteromalla (Hedw.) Brot.
- Fontinalis howellii Renauld & Cardot
- Fontinalis hygrometrica (Hedw.) P. Syd.
- Fontinalis hypnoides Hartm.
- Fontinalis langloisii Cardot
- Fontinalis laxa (Limpr.) Warnst.
- Fontinalis lescurii Sull.
- Fontinalis ligurica (M. Fleisch.) Mönk.
- Fontinalis mac-millanii Cardot
- Fontinalis maritima Müll. Hal.
- Fontinalis missourica Cardot
- Fontinalis neomexicana Sull. & Lesq.
- Fontinalis novae-angliae Sull.
- Fontinalis obscura Cardot
- Fontinalis patula Cardot
- Fontinalis pennata (Hedw.) Jolycl.
- Fontinalis perfida Cardot
- Fontinalis pseudosquamosa (Cardot ex H. Möller) Giacom.
- Fontinalis redfearnii B.H. Allen
- Fontinalis renauldii Cardot
- Fontinalis sphagnifolia (Müll. Hal.) Wijk & Margad.
- Fontinalis squamosa Hedw.
- Fontinalis sullivantii Lindb.
- Fontinalis thulensis C.E.O. Jensen
- Fontinalis tournalii (Brongn.) Schimp.
- Fontinalis utahensis Cardot & Thér.
- Fontinalis welchiana B.H. Allen